# وی‌ای‌اف آی-۱۵
وی‌ای‌اف آی-۱۵ (به انگلیسی: VEF I-15) یک هواپیمای ساختِ کارخانهٔ وی‌ای‌اف در کشور لتونی است. نخستین استفاده‌کنندهٔ این هواپیما نیروی هوایی لتونی بوده‌است. این هواپیما برای نخستین بار در ۱۹۳۹ میلادی مورد استفاده قرار گرفت.